# Allan Dahl Johansson
Allan Dahl Johansson (ur. 5 października 1998 w Oslo) – norweski łyżwiarz szybki, brązowy medalista mistrzostw świata.

## Kariera
W 2016 wziął udział w igrzyskach olimpijskich młodzieży w Lillehammer, gdzie zdobył brązowe medale w biegu masowym i sprincie drużynowym.
Na mistrzostwach świata juniorów w Helsinkach w 2017 zdobył złote medale w biegach na 1000 i 1500 m, srebrny w wieloboju oraz brązowy w biegu drużynowym. Na rozgrywanych rok później mistrzostwach świata juniorów w Salt Lake City zwyciężył w biegu na 1500 m i wieloboju, a w biegach na 1000 m i 5000 m był drugi. 
Na mistrzostwach świata na dystansach w Heerenveen w 2023 roku zdobył brązowy medal w biegu drużynowym.
Wystartował w biegu na 1500 m podczas igrzysk olimpijskich w Pjongczangu, jednak nie ukończył rywalizacji. Na rozgrywanych cztery lata później igrzyskach olimpijskich w Pekinie zajął 12. miejsce w biegu na 1500 m i 28. miejsce na 1000 m.